# Porto da Folga

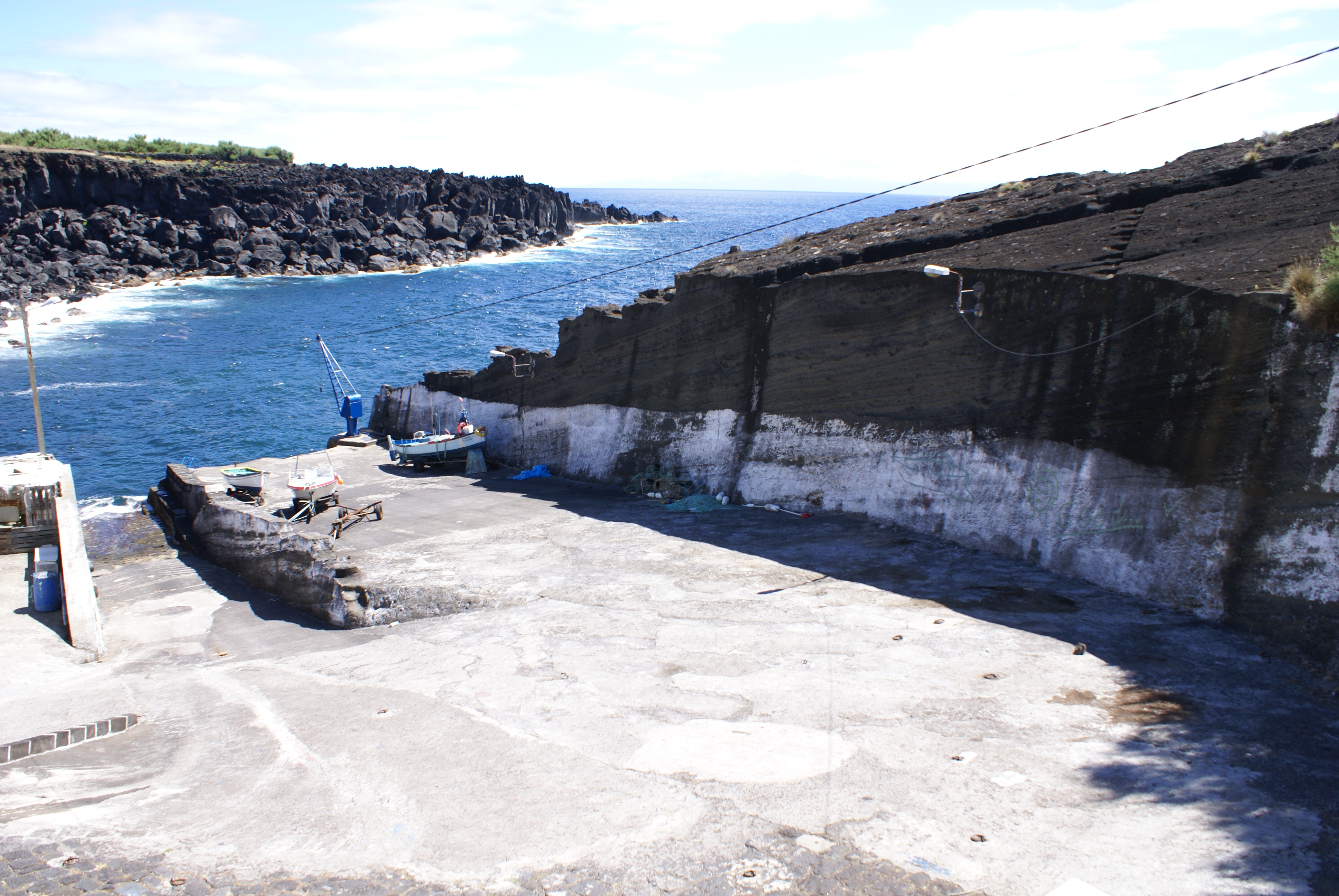
Porto piscatório da Baía da Folga.

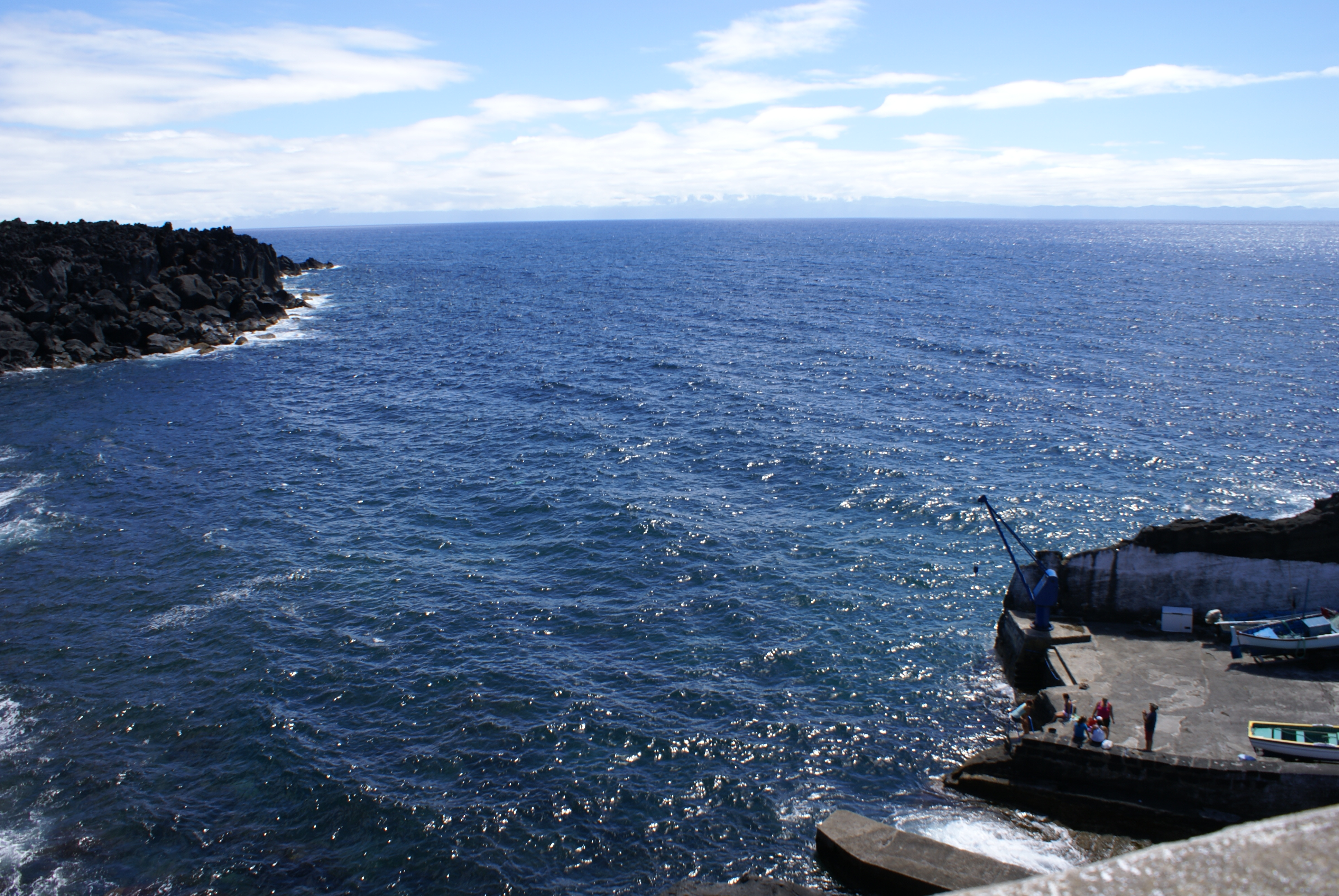
Baía da Folga, vista parcial do porto.

O Porto da Folga localiza-se na Baía da Folga, junto à lugar da Folga localizado na freguesia da Luz, no concelho de Santa Cruz da Graciosa, na ilha Graciosa, no arquipélago dos Açores.
Este porto caracteriza-se por ter sido um dos principais portos piscatórios da ilha Graciosa, não só pelo fácil acesso que permitia à ilha, mas também pela facilidade no escoamento dos vinhedos próximos que produzem vinho de qualidade a ter em conta. Esses vinhos devem muita da sua qualidade às caraterisricas do terreno e ao clima quente e seco.
Aqui ainda existem múltiplas adegas, testemunho da importância que viticultura teve naquela área durante séculos.
O Porto da Folga sempre teve uma grande procura pelas embarcações da faina da pesca até a altura em que a construção de modernas e melhores instalações portuárias foram construídas na Vila da Praia.
Neste porto ainda existem um conjunto de instalações industriais ligadas à pesca, tanto à apanha como ao amanho da mesma.
Próximo a este porto existe uma ermida, a Ermida de Santo António, construída nos finais do século XIX.
Durante muitos anos o Porto da Folga foi o mais utilizado como alternativa para o transporte de carga e de passageiros em alturas em que o estado do mar impedia a utilização do Porto da Praia e dos portos de Santa Cruz da Graciosa, ambos bastante  expostos a norte.
A sua importância portuária no século XIX levou à construção de um ramal da antiga estrada real até à Folga.